# Ampullariidae
Le Ampullarie (Ampullariidae Gray, 1824) sono una famiglia di molluschi gasteropodi d'acqua dolce, comuni in molte zone tropicali di tutto il mondo. Sono la sola famiglia esistente della superfamiglia Ampullarioidea in quanto l'altra famiglia Naricopsinidae Gründel, 2001, è estinta.

## Tassonomia
La famiglia Ampullariidae è suddivisa in due sottofamiglie per complessivi nove generi:
- Sottofamiglia Ampullariinae Gray, 1824
  - Afropomus Pilsbry and Bequaert
  - Forbesopomus Bequaert & Clench, 1937
  - Lanistes Montfort, 1810
  - Pila Roeding, 1798
  - Saulea Gray, 1868
- Sottofamiglia Pomaceinae Starobogatov, 1983
  - Asolene Orbigny, 1838
  - Felipponea Dall, 1919
  - Marisa Gray, 1824
  - Pomacea Perry, 1810

Vi sono poi alcuni generi estinti, non assegnati a nessuna sottofamiglia.
- † Carnevalea Harzhauser & Neubauer, 2016
- † Doriaca Willmann, 1981
- † Mesolanistes Yen, 1945
- † PseudoceratodesWenz, 1928
- † Sudanistes Harzhauser & Neubauer, 2017

## Distribuzione e habitat
Asolene, Felipponea, Pomella, Marisa e Pomacea sono originarie del Nuovo Mondo (America centro-meridionale, arcipelago caraibico, e Stati Uniti meridionali), mentre Afropomus, Lanistes e Saulea sono originarie dell'Africa. Il genere Pila è invece presente sia in Africa che in Asia.
Le ampullarie abitano diversi habitat: da paludi, fossi e stagni a laghi e fiumi. La maggior parte delle specie, però, preferisce l'acqua ferma o a lento corso, e solo poche specie si sono adattate ai fiumi con correnti forti.

## Biologia
Contrariamente a quanto si pensa, non tutte le chiocciole sono ermafrodite, e le ampullarie sono solo uno dei molti esempi. 
A seconda della specie, della temperatura e altri fattori, il tempo di vita medio varia da uno a quattro anni.
La combinazione polmoni/branchie nelle ampullarie dimostra la loro capacità di adattamento agli ambienti acquatici poveri d'ossigeno. Questo è spesso il caso delle paludi e degli specchi d'acqua poco profondi. Se non avessero i polmoni dipenderebbero totalmente dalle loro branchie, il che limiterebbe la loro capacità di sopravvivenza.
Un altro vantaggio della respirazione polmonare accostata all'essere munite di guscio e opercolo, è la capacità di sopravvivere ai periodi di siccità, molto comuni in questi biotopi durante le stagioni estive. In questi casi si seppelliscono nel substrato e cadono in un letargo estivo con il guscio saldamente sigillato dall'opercolo. In condizioni di umidità e temperatura favorevoli, le ampullarie possono essere attive tutto l'anno. Oltre a proteggerle dalla siccità, il guscio è un'efficace difesa contro i predatori.
Molte specie, in particolare le Pomacea, originarie del Sud America, hanno un'altra notevole particolarità anatomica: un sifone respiratorio. Quest'organo, formato da una ruga della cavità del manto, nella parte sinistra del collo, è difficilmente visibile quand'è inutilizzato. Talvolta le ampullarie necessitano di cambiare l'aria nel polmone, i muscoli della ruga si contraggono facendola diventare una struttura tubolare (sifone), che permette alla chiocciola di respirare l'aria in superficie restando sott'acqua. Rimanendo sommersa, la chiocciola riesce a sfuggire agli attacchi degli uccelli predatori.
Tuttavia non è insolito che le ampullarie galleggino quando hanno molta aria nel polmone. Non è nemmeno insolito che restino inattive per giorni o addirittura settimane, specialmente quelle vecchie. Quindi il fatto che galleggi per giorni in superficie non significa necessariamente che sia malata o morta.
Però se la chiocciola comincia a puzzare o se non si rinchiude nel guscio quando è toccata, potrebbe esserlo e andrebbe rimossa immediatamente dall'acquario.
Un'altra caratteristica sorprendente delle ampullarie, sono le uova deposte sopra il pelo dell'acqua. Giunta l'ora della deposizione, la femmina abbandona l'acqua per deporre le uova sugli steli emersi della vegetazione acquatica, su tronchi, rocce o altre superfici solide emerse. Questo comportamento singolare appartiene, per quanto ne sappiamo, solamente alla famiglia delle ampullarie. Tuttavia non tutte le ampullarie, depongono in superficie, infatti Asolene, Felipponea, Lanistes, Marisa e probabilmente anche Afropomus e Saulea depongono le uova sempre avvolte in una massa gelatinosa su superfici solide, ma immerse.

## Acquariofilia
L'identificazione della famiglia di appartenenza può essere di un dettaglio rilevante poiché le condizioni di allevamento differiscono leggermente. Per semplificare il tutto si può affermare che se è stata acquistata in un negozio, probabilmente è una Pomacea bridgesii (chiocciola del mistero, ampullaria appuntita, chiocciola d'avorio) oppure una Pomacea canaliculata e se la chiocciola ha il guscio piatto e misura più di 2,5 cm (1 pollice) con o senza bande scure, invece è una Marisa cornuarietis (corno d'ariete). Questa chiocciola non è sempre identificata come ampullaria a causa del suo aspetto. Meno comuni ma talvolta disponibili nel mercato dell'acquariofilia (principalmente negli Stati Uniti) sono le Pomacea paludosa (originarie della Florida).
Solamente la popolarissima Pomacea bridgesii è adatta a vasche ricche di vegetazione perché questa chiocciola si nutre principalmente di resti in decomposizione e perché i suoi denti sono troppo teneri per divorare la vegetazione acquatica.

### Allevamento
Alloggiamento
Le ampullarie possono essere tenute facilmente in qualsiasi acquario, ma il grande appetito che molte specie hanno per le piante, fa sì che non tutte le considerino un ottimo ospite. Ad ogni modo, come abbiamo detto prima, le Pomacea bridgesii sono un'eccezione, tanto che, se non adeguatamente nutrite, morirebbero di fame nonostante la vegetazione ed è pertanto erroneo considerarle dannose per le piante presenti in acquario.
Le ampullarie possono vivere assieme a molte specie di pesci senza alcun problema, ma ovviamente è bene evitare di introdurre pesci che si nutrono di molluschi. Inoltre, molti pesci tenteranno di mordere i loro tentacoli, ma questo non dovrebbe costituire un grosso problema, perché le chiocciole possono ritirarli velocemente dentro il guscio.
In generale, per ogni chiocciola di media taglia, è consigliabile uno spazio di almeno 10 litri. Inoltre è opportuno che la vasca abbia un coperchio per evitare evasioni notturne.
È necessario che ci siano diversi centimetri di distanza tra il livello dell'acqua e il coperchio della vasca, in modo da permettere alle chiocciole di emergere. Sebbene abbiano le branchie, (oltre al polmone), annegherebbero se fossero lasciate senz'aria. Nel caso si voglia far riprodurre queste chiocciole sarà necessario garantire uno spazio d'aria di circa 10 cm, altrimenti le chiocciole troverebbero serie difficoltà a deporre le uova.
Condizioni dell'acqua
Le ampullarie non hanno particolari esigenze per quanto riguarda la qualità dell'acqua: in condizioni ostili sopravvivono meglio di molti pesci. È sufficiente prendere le stesse precauzioni che si prenderebbero per rendere tollerabili i valori dell'acqua ai pesci (filtraggio, cambi periodici ecc.). Tuttavia, siccome le chiocciole hanno bisogno di calcio per il proprio guscio, necessitano di pH neutro o alcalino, ed è importante prestare particolare attenzione a questo fattore. Se l'acqua è soffice (quindi povera di calcio) può essere arricchita con del marmo in polvere, pietre calcaree, conchiglie marine, o uno dei preparati che si vendono in tutti i negozi per animali.
Solitamente in un acquario una malattia si combatte con dei composti chimici che ne uccidono gli agenti patogeni pur essendo inerti per i pesci avendo, questi ultimi, caratteristiche neurologiche e metaboliche differenti dai primi.
Ad ogni modo, le chiocciole reagiscono ai farmaci in modo più simile ai parassiti che ai pesci. È quindi consigliabile isolare le chiocciole in un'altra vasca per tutta la durata del trattamento, a meno che non si sia certi che il prodotto da utilizzare non contenga elementi nocivi per le chiocciole. Siccome molti degli agenti patogeni non sopravvivono per più di un giorno fuori dall'organismo che li ospita, con frequenti cambi d'acqua si riduce notevolmente il rischio di una nuova infezione per la reintroduzione delle chiocciole. Fanno eccezione a questa regola i parassiti il cui organismo ospite è solamente una fase intermedia del loro ciclo vitale (è spesso il caso delle chiocciole e dei pesci catturati in natura).
Ecco una breve lista di sostanze chimiche che in dosi terapeutiche possono risultare nocive per le chiocciole:
- Verde Malachite (usato per curare l'ictioftiriasi - causata dal protozoo Ichthyophthirius multifiliis e meglio conosciuta come "malattia dei punti bianchi" - la micosi, la malattia del velluto oppure l'Oodinium).
- Vari fitofarmaci, organofosforici e non, come formaldeide, metrifonato, triclorofenolo (= dylox, masotene, metrifonato, neguvon, triclorofenolo), dichlorvos e altri usati per trattare le infezioni causate da sanguisughe, vermi, crostacei e pidocchi.
- Metaldeide usata come molluschicida.
- Vari composti a base di rame usati per curare infezioni da protozoi e funghi.
- Parricide D (Di-N-Butyl ossido di stagno) usato per eliminare platelminti, acantocefali, trematodi, cestodi e vermi.

Cibo
Le ampullarie sono molto facili da nutrire, mangiano quasi tutto quello che riescono a strappare in pezzi piccoli da mettere in bocca. Verdura (come cetrioli, spinaci, carote e lattuga), cibo per pesci, pesci morti, altre chiocciole e le loro uova, alghe, gamberetti... Come già spiegato, Pomacea bridgesii mangia solamente la vegetazione particolarmente tenera, può quindi venire nutrita con del cibo per pesci in pellet o con verdura cotta.
La quantità di cibo immessa dovrebbe essere misurata a seconda del loro fabbisogno. In pratica ciò significa che non si dovrebbe dare più cibo di quello che riescono a mangiare prima che cominci a decomporsi in acqua. La sovralimentazione non costituisce un problema, ma in vasche piccole è buona norma somministrare quantità ridotte per evitare che l'acqua si inquini.
Siccome le ampullarie godono di flora e fauna batterica floridissime, è possibile che espellano questi microorganismi attraverso le feci, intorbidendo l'acqua con delle specie di "nubi". Tali nubi non danneggiano direttamente l'acquario, possono anzi risultare benefiche quale fonte di cibo per gli stessi pesci. Tuttavia un buon filtraggio e il limitare la somministrazione di cibo, può ridurre gli effetti collaterali derivanti dall'inquinamento.
Temperatura
Essendo le ampullarie animali tropicali, (eccetto alcune specie come le Felipponea e le Asolene, che sono chiocciole subtropicali), la temperatura dell'acqua dovrebbe restare tra i 18° e i 28 °C.
La loro attività incrementa con la temperatura e a 18 °C sono quasi totalmente inattive, mentre i loro eleganti movimenti possono essere osservati ad una temperatura di 24 °C o superiore. La temperatura non influenza solamente il livello di attività, ma è anche un importante fattore che determina la velocità dei loro cicli vitali. A temperature elevate, il ciclo vitale (dalla nascita al decesso) si riduce dai 4 anni delle temperature ridotte, a meno di uno, mentre il tasso di riproduzione cresce.
Riproduzione
Il successo nell'allevamento delle ampullarie dipende da diversi fattori.
Prima di tutto, sono necessari un maschio e una femmina; e con ciò sorge già il primo problema: Come si capisce se si hanno entrambi i sessi? Sfortunatamente non è semplice individuarne le differenze senza essere allenati. Per sicurezza, è saggio tenere più individui assieme, in modo da aumentare la probabilità che tra questi ci siano entrambi i sessi.
Successivamente le chiocciole dovrebbero cominciare ad accoppiarsi e a deporre le uova. Temperature elevate e abbondanza di cibo dovrebbero incentivarle a farlo. È da notare che tutto ciò può richiedere tempo e pazienza. Le diverse condizioni stagionali possono influire sulla loro attività riproduttiva.
Una volta pronte le uova, la femmina abbandona l'acqua durante la notte, in cerca di un buon posto dove deporle. In acquario può avvenire sulle pareti o sul coperchio, mentre in un laghetto avviene su qualsiasi oggetto vicino all'acqua. È piuttosto ovvio che le chiocciole necessitino di sufficiente spazio per deporre le uova sopra il pelo dell'acqua.
la popolazione di ampullarie è abbastanza facile da controllare sia in acquario che in laghetto. Le chiocciole adulte sono facili da individuare e da catturare ed è difficile che le uova passino inosservate. Basta toglierle per prevenire un sovrappopolamento.
Le uova

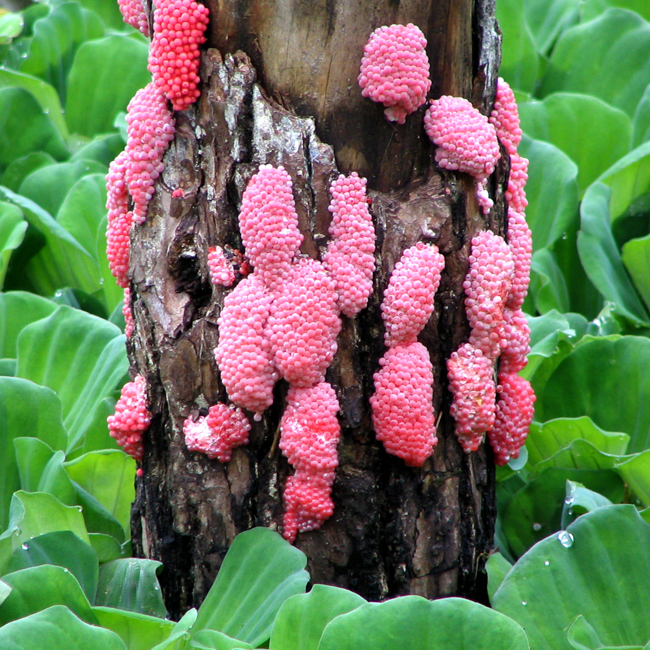
Uova di Pomacea canaliculata deposte a grappolo

Le uova vengono deposte una per una ed attaccate le une alle altre fino a formare un solido grappolo. Appena deposte sono soffici e hanno un colore lattiginoso, ma si induriscono in poche ore. La loro colorazione definitiva (bianco, verde, rosato o arancione chiaro, a seconda della specie) si stabilizza dopo un giorno o due.
Le uova dovrebbero rimanere umide, ma non bagnate, e mai immerse, altrimenti i nascituri annegherebbero. In generale questo non dovrebbe essere un grosso problema in acquari muniti di coperchio.
È da notare che non tutte le specie di ampullarie depongono le uova fuori dall'acqua. La Corno d'Ariete (Marisa cornuarietis) per esempio, depone le uova in acqua agglomerate in grappoli gelatinosi.
Chiocciole neonate
Dopo 2-4 settimane (a seconda della temperatura), le uova sono in procinto di schiudersi. Il grappolo diventa sempre più scuro e finalmente le nuove nate, mangiando il guscio dell'uovo, fuoriescono lasciandosi cadere in acqua.
Poiché molti pesci mangiano queste chiocciole quando sono piccole, è buona norma trasferirle in una vasca separata. È piuttosto difficile catturare chiocciole di queste dimensioni senza ferirle, è molto più semplice trasferire l'intero grappolo di uova prima che avvenga la schiusa: per staccare il grappolo è sufficiente bagnare leggermente la parte attaccata alla parete in modo che il collante naturale si sciolga, si deve poi sistemarlo da qualche parte su un oggetto galleggiante nel nuovo acquario. Un altro sistema è quello di aspettare che le chiocciole sguscino e prendere il grappolo in quel momento, in questo caso non è necessario che resti intatto e non serve metterlo su un oggetto galleggiante poiché le chiocciole sono già sgusciate, si può addirittura metterlo sott'acqua e scuoterlo per liberarlo dalle stesse chiocciole. Questo metodo, se accuratamente seguìto, salvaguarda la buona salute di un numero elevato di chiocciole.
Durante i primi giorni che seguono la schiusa, le piccole ampullarie si nutrono di alghe tenere e avanzi di cibo. Tutto ciò è sempre disponibile in un acquario avviato, ma può non esserlo in uno nuovo, è quindi saggio preparare la vasca per le ampullarie almeno due settimane prima della schiusa, oppure nutrirle con del cibo per pesci sminuzzato. Dopo una o due settimane le piccole chiocciole sono in grado di mangiare le stesse cose dei genitori.